# Veyre (affluent du Célé)
Pour les articles homonymes, voir Veyre.
Le Veyre est une rivière du sud de la France, dans les départements du Cantal et du Lot, dans les deux régions Auvergne-Rhône-Alpes et Occitanie, et un affluent droit du Célé, donc un sous-affluent du fleuve la Garonne par le Lot.

## Géographie
De 32,9 km de longueur, le Veyre naît à l'amont de Parlan dans le Massif central, dans le département du Cantal, à 695 m d'altitude.
Le Veyre longe le Ségala lotois et se jette dans le Célé à Linac département du Lot, à 216 m d'altitude. Il coule globalement du nord vers le sud,,.
Le Veyre sert de frontière naturelle sur une grande partie de son cours entre le département du Cantal et du Lot

### Communes et cantons traversés
Dans les deux départements du Cantal et du Lot, le Veyre traverse les treize communes suivantes, de l'amont vers l'aval, de Parlan (source), Labastide-du-Haut-Mont, Bessonies, Saint-Hilaire, Lauresses, Saint-Julien-de-Toursac, Quézac, Saint-Cirgues, Maurs, Linac, Bagnac-sur-Célé (confluence). 
Soit en termes de cantons, le Veyre prend source dans les canton de Lacapelle-Marival, traverse les canton de Saint-Paul-des-Landes, canton de Maurs et conflue dans le canton de Figeac-2, le tout dans les deux arrondissement de Figeac et arrondissement d'Aurillac.

### Bassin versant
Le Veyre traverse les trois zones hydrographiques « Le Célé du confluent du Veyre au confluent du Laborie », « Le Célé du confluent de la Rance au confluent du Veyre », « Le Veyre ».

## Affluents
Le Veyre a dix affluents référencés dont les nommés et de plus de trois kilomètres sont :

### Principaux affluents
- le ruisseau Noir (rd[note 1]), 10,8 km avec cinq affluents et de rang de Strahler deux.
- le ruisseau d'Algoux (rd), 4,4 km sans affluent.
- le ruisseau de Soulaques (rg), 6,7 km avec trois affluents et de rang de Strahler deux.
- le ruisseau de Veyrole (rd), 6,1 km avec quatre affluents et de rang de Strahler trois.
- le ruisseau de Sargaliol (rg), 3 km avec un affluent (rg) de 2 km sans nom.

### Rang de Strahler
Le Veyre est donc de rang de Strahler quatre.